# Adenophora golubinzevaeana
Adenophora golubinzevaeana là loài thực vật có hoa trong họ Hoa chuông. Loài này được Viktor Vladimirovich Reverdatto mô tả khoa học đầu tiên năm 1935.